# Бандура, Александр Викторович
Алекса́ндр Ви́кторович Банду́ра  (укр. Олександр Вікторович Бандура; род. 30 мая 1986, Гамалиевка, Сумская область) — украинский футболист, вратарь клуба «Диназ» (Вышгород).

## Биография
В ДЮФЛ выступал за сумские клубы СДЮШОР «Смена» и СЕРЖ. В 2003 году находился в составе любительского клуба «Сумыгаз». Летом 2004 года перешёл в сумский «Спартак». В команде в Первой лиге дебютировал 5 июня 2005 года в матче против стрыйского «Газовика-Скала» (2:0), Бандура вышел на 88 минуте вместо Сергея Вокальчука. После играл за «Явор» (Краснополье).
В феврале 2008 года перешёл в симферопольскую «Таврию», получил 12 номер. В Высшей лиге дебютировал 20 сентября 2008 года в матче против криворожского «Кривбасса» (1:1), в этом матче он пропустил гол с пенальти на 50 минуте от албанца Дориана Бюлюкбаши. 25 октября 2008 года в матче против киевского «Динамо» (1:3), отбил 2 пенальти от Исмаэля Бангуры и Артёма Милевского. В ноябре 2008 года продлил контракт с «Таврией» на 2 года.
Летом 2009 года перешёл на правах аренды в «Крымтеплицу» из Молодёжного. Хотя был на просмотре в донецком «Металлурге». В команде дебютировал 17 июля 2009 года в матче против бурштынского «Энергетика» (0:1). В начале декабря 2009 года Бандура разорвал контракт с «Таврией».
В начале 2011 года подписал трёхлетний контракт с донецким «Металлургом». 8 мая 2012 года был приглашен в сборную Украины для подготовки к чемпионату Европы 2012.
Летом 2015 года «Металлург» объявил себя банкротом, вакантное место в Премьер-лиге Украины заняла днепродзержинская «Сталь», куда и перешёл Александр Бандура. Взяв себе 12 номер. В составе новой команды дебютировал в игре первого тура чемпионата Украины 2015/16 против киевского «Динамо», Бандура отыграл весь матч, однако «Сталь» проиграла со счётом (1:2).
Летом 2018 года стал игроком клуба «Львов». Покинул команду в январе 2020 года.

## Достижения
«Металлург» (Донецк)
- Финалист Кубка Украины: 2011/12

## Личная жизнь
Любимый футболист Александра — голландец Эдвин ван дер Сар.